# Списък на владетелите на Неаполитанското кралство
Това е хронологичен списък на суверените на Неаполитанското кралство от неговото създаване до официалното му обединение с Кралство Сицилия в Кралството на двете Сицилии.
Кралство Неапол е неофициалното име, с което древната италианска държава е известна в съвременната историография, съществувала с възходи и падения от XIII до XIX век, чието официално име е Отсамно кралство Сицилия (на италиански: Regno di Sicilia citeriore).
Титлата на престолонаследника на Кралство Неапол е „херцог на Калабрия“.

## Произход
Кампания започва да бъде част от Графство Пулия от 1043 г. начело с норманеца Вилхелм I Отвилски, което по-късно става Херцогство Апулия и Калабрия с Робер Гискар. През 1130 г. Роже II Сицилиански обединява херцогството с Графство Сицилия, създавайки Кралство Сицилия.
Херцогство Неапол (простиращо се приблизително върху района на днешния Метрополен град Неапол) е една от последните територии в Южна Италия, включени в норманското Сицилианско кралство с капитулацията на херцога на Неапол Сергий VII през 1137 г.
От суверените на династията от нормански произход през 1198 г. Кралство Сицилия преминава чрез брак към Хоенщауфен с Фридрих II Швабски до 1266 г., когато последният крал от династията от швабски произход Манфред Сицилиански е победен от Анжуйците.

## Капетинги (1282 – 1442)

### Анжуйска династия (1282 – 1382)
По покана на папа Климент IV Шарл Анжуйски, брат на френския крал Луи IX, слиза в Италия (1265 г.), облечен с титлата „крал на Сицилия“ с папска була. Шарл I Анжуйски, крал на Сицилия от 1266 г., обаче губи острова поради въстанието на Сицилианската вечерня (1282 г.), след което короната на острова е предложена на Педро III Арагонски (Педро I Сицилиански). Кралство Сицилия се оказва разделено на две части: сицилианският остров, в ръцете на Арагонците, и континенталната част, държана от Анжуйците, като и двете претендират за титлата Кралство Сицилия. Ситуацията ще намери своето формализиране (макар и временно) едва с Мира от Калтабелота от 1302 г. От този момент обаче анжуйските крале на Неапол ще се наричат крале на Отсамна Сицилия и подобно на това арагонските суверени ще се наричат крале на Сицилия. Всъщност до Кралство Сицилия се ражда ново кралство, впоследствие наречено Кралство Неапол, което се простира на цялата континентална част на Южна Италия.
| Име                   | Портрет | Дата на раждане | Управление        | Управление     | Брак и деца | Забел. |
| Име                   | Портрет | Дата на раждане | Начало            | Край           | Брак и деца | Забел. |
| --------------------- | ------- | --------------- | ----------------- | -------------- | --- | --- |
| Анжуйци (1282 – 1382) |         |                 |                   |                | | |
| Шарл I                |         | 21 март 1226    | 26 септември 1282 | 7 януари 1285  | (1) Беатриса Прованска 4 сина, 3 дъщери (2) Маргарита Бургундска 1 дъщеря                                                          | син на Луи VIII и на Бланш Кастилска. De jure все още крал на Сицилия, назначен от папа Климент IV изявява претенции, признати посмъртно с Мира от Калтабелота (1302)                     |
| Шарл II Куция         |         | 1254            | 7 януари 1285     | 5 май 1309     | Мария Арпад 9 сина, 5 дъщери | Син на Шарл I и Беатриса Прованска Мъжки наследник по кръвна близост |
| Робер Мъдри           |         | 1277            | 5 май 1309        | 16 януари 1343 | (1) Йоланда Арагонска 2 сина (2) Санча Арагонска няма                                                                              | Син на Шарл II e Мария Арпад Мъжки наследник по кръвна близост |
| Джована I             |         | 1326            | 16 януари 1343    | 12 май 1382    | (1) Андраш Унгарски 1 син (2) Лудвиг I, крал на Неапол 2 дъщери (3) Хайме IV, крал на Майорка няма (4) Ото IV фон Грубенхаген няма | Племенничка на Робер (дъщеря на Карл, херцог на Калабрия и на Мария дьо Валоа) Последна пряка наследничка на Шарл I Обявена за наследничка от дядо си, тя е коронясана от папа Климент VI |
| Лудвиг I              |         | 1320            | 25/27 май 1352    | 26 май 1362    | Джована I, кралица на Неапол 2 дъщери                                                                                              | внук на Шарл II (син на Шарл I и Беатриса Прованска) Единственият коронясан съпруг на Джована I                                                                                           |

### Анжуйска династия: линия Анжу-Драч (1382 – 1435)
През 1381 г. Западната схизма, при която папите и антипапите се противопоставят един на друг в Католическата църква, също има отражение върху Неаполитанското кралство: наследникът, определен от Джована I Анжуйска – Шарл III Анжуйски-Драчки (принадлежащ към унгарския клон на династията), всъщност е отстранен от нея в линията на наследяване заради верността му към папа Урбан VI, докато Джована I заема страната на антипапа Климент VII, подкрепян от Франция. Силен с папската подкрепа, Шарл Анжуйски-Драчки придвижва войските си към Неапол, който пада на 16 юли 1381 г. Едва след смъртта на Джована I, убита на следващата година, Карл се коронясва за владетел на Отсамна Сицилия, като по този начин започва управлението на клона Анжу-Драч.
| Име                     | Портрет | Дата на раждане  | Управление       | Управление       | Брак и деца                                                                    | Забел. |
| Име                     | Портрет | Дата на раждане  | Начало           | Край             | Брак и деца                                                                    | Забел. |
| ----------------------- | ------- | ---------------- | ---------------- | ---------------- | ------------------------------------------------------------------------------ | --- |
| Анжу-Драч (1382 – 1435) |         |                  |                  |                  |                                                                                | |
| Шарл III Малкия         |         | 21 март 1345     | 12 май 1382      | 24 февруари 1386 | Маргарита Драчка 1 син, 2 дъщери                                               | Правнук на Шарл II (Син на Лудвиг, херцог на Драч и Маргарита Сансеверино) Определен за наследник от папа Урбан VI От 1385 също Карл II като крал на Унгария |
| Ладислав Великолепни    |         | 15 февруари 1377 | 24 февруари 1386 | 6 август 1414    | (1) Костанца Киарамонте няма (2) Мария дьо Лузинян няма (3) Мария д’Анген няма | Син на Карл III и Маргарита Драчка (мъжка примогенитура) |
| Джована II              |         | 25 юни 1371      | 6 август 1414    | 2 февруари 1435  | (1) Вилхелм I, херцог на Каринтия няма (2) Жак II, граф на Ла Марш няма        | Оцеляла дъщеря на Карл III и Магарита Драчка Наследник по кръвна близост                                                                                     |

### Валоа-Анжуйци (1382 – 1442)
Сюзеренитетът на Анжу-Драч е оспорен от Дом Валоа-Анжу, младши клон на френското кралско семейство Валоа. В основата на споровете е фактът, че след като изключва Карл III от наследството, кралица Джована I посочва Луи, херцог на Анжу (син на френския крал Жан II) и неговите потомци за наследници. Те водят няколко военни експедиции до кралството, претендирайки за короната на няколко пъти. Враждебните действия приключват, когато Джована II признава Луи III за херцог на Калабрия и за наследник на трона. Луи III умира преди Джована II, следователно при смъртта на суверена короната преминава у брата на Луи III, Рене I Валоа-Анжуйски.
| Име                      | Портрет | Дата на раждане | Управление      | Управление | Брак и деца                                                      | Забел. |
| Име                      | Портрет | Дата на раждане | Начало          | Край       | Брак и деца                                                      | Забел. |
| ------------------------ | ------- | --------------- | --------------- | ---------- | ---------------------------------------------------------------- | --- |
| Анжу-Валоа (1435 – 1442) |         |                 |                 |            |                                                                  | |
| Рене Добрия              |         | 16 януари 1409  | 2 февруари 1435 | 2 юни 1442 | (1) Изабела Лотарингска 5 сина, 5 дъщери (2) Жана дьо Лавал няма | Син на Луи II, херцог на Анжу (титулярен крал) и на Йоланда Арагонска Мъжки наследник по кръвна близост Определен за наследник от Джована II |

## Трастамара на Арагон (1442 – 1501)
Арагонският крал Алфонсо V Арагонски преди това е обявен за титулярен наследник от Луи III, херцог на Анжу. Въпреки че Джована II се отрича от него, слабото управление на крал Рене I Валоа-Анжуйски и внезапната бедност на неговия дом предоставят на испанския суверен правната основа за възстановяване на континентална Южна Италия в ущърб на законния неаполитански крал. Подкрепен от това тълкуване, той ще завладее военно Кралство Сицилия по-нататък и след като то бъде присъединено към неговото Отвъдно кралство Сицилия (на итал. Regno di Sicilia Ulteriore), ще приеме титлата „Крал на Двете Сицилии“, официално обединявайки двете кралства.
Въпреки това Алфонсо I Неаполитански и Сицилиански (Алфонсо V Арагонски) при смъртта си ще остави Неапол на своя извънбрачен син Фердинанд I, докато короната на Арагон и Сицилия ще отиде при брат му Хуан II Арагонски, разделяйки така отново двете кралства.
| Име                                                     | Портрет | Дата на раждане  | Управление      | Управление      | Брак и деца                                                                 | Забел. |
| Име                                                     | Портрет | Дата на раждане  | Начало          | Край            | Брак и деца                                                                 | Забел. |
| ------------------------------------------------------- | ------- | ---------------- | --------------- | --------------- | --------------------------------------------------------------------------- | --- |
| Неаполитански Трастамара на Арагон (1442 – 1501)        |         |                  |                 |                 |                                                                             | |
| Алфонсо I Великодушни, Мъдри или Справедливи            |         | 1394             | 2 юни 1442      | 27 юни 1458     | Мария Кастилска няма                                                        | първороден син на Фернандо I Арагонски и на Елеонора д’Албуркерке. Определен за наследник от Луи III, херцог на Анжу (Титулярен крал) Алфонсо V като Крал на Арагон |
| Фердинандо I Съдията на Италия; Феранте или Дон Феранте |         | 2 юни 1424       | 27 юни 1458     | 25 януари 1494  | (1) Изабела ди Киаромонте 4 сина, 2 дъщери (2) Хуана Арагонска 1 дъщеря     | Извънбрачен син на Алфонсо I и на Гуералдона Карлино (мъжка примогенитура)                                                                                          |
| Алфонсо II Кривогледи                                   |         | 4 ноември 1448   | 25 януари 1494  | 23 януари 1495  | Иполита Мария Сфорца 2 сина, 1 дъщеря                                       | Син Фердинандо I и Изабела дьо Клермон (мъжка примогенитура) |
| Фердинандо II Ферандино                                 |         | 26 юни 1467      | 23 януари 1495  | 7 октомври 1496 | Джована Арагонска няма                                                      | Син на Алфонсо II и Иполита Мария Сфорца (Мъжка примогенитура) |
| Федерико I                                              |         | 16 октомври 1451 | 7 октомври 1496 | 1 август 1501   | (1) Анна Савойска 1 дъщеря (2) Изабела дел Балцо 1 син и 1 дъщеря (оцелели) | Син на Фердинандо I и Изабела ди Киаромонте (Салически закон) |

## Капетинги

### Валоа
Разчитайки на далечно наследствено право върху трона на Неапол от агнатичен характер, френският крал Шарл VIII се спуска с армиите си в Италия, започвайки т. нар. Италиански войни. На 22 февруари 1495 г. той влиза в Неапол, възползвайки се от отстъплението на Фердинанд II към Иския, и се коронясва за крал. През май същата година Фердинанд II успява да организира контраофанзива, която за два месеца успява да прогони французите от Неапол.
| Име                         | Портрет | Дата на раждане | Управление       | Управление | Брак и деца           | Забел. |
| Име                         | Портрет | Дата на раждане | Начало           | Край       | Брак и деца           | Забел. |
| --------------------------- | ------- | --------------- | ---------------- | ---------- | --------------------- | --- |
| Валоа (1495)                |         |                 |                  |            |                       | |
| Шарл IV (оспорван) Любезния |         | 30 юни 1470     | 22 февруари 1495 | 6 юли 1495 | Анна Бретанска 4 сина | Син на Луи XI от Франция е Шарлота Савойска Внук на Мария Анжуйска (дъщеря на Луи II дьо Валоа-Анжуйски, титулярен крал на Неапол) Шарл VIII като Крал на Франция |

### Валоа-Орлеан (1501 – 1504)
Разчитайки на правата върху Миланското херцогство, Луи XII от Франция предприема експедиция в Италия през 1499 – 1500 г. След като завладява Неапол през лятото на 1501 г., гарантирано от Договора от Гранада (ноември 1500 г.), който предвижда разделяне на завоеванията между Франция и Испания, и гарантиран от неутралитета на Венецианската република и папа Александър VI, Луи XII се коронясва за Луи II Сицилиански. След почти две години на репресии френската армия е победена близо до Гариляно (1503 г.). Примирието от Лион от 1504 г. постановява края на второто господство на Капетингите над Неаполитанското кралство.
| Име                        | Портрет | Дата на раждане | Управление    | Управление   | Брак и деца                                                                      | Забел. |
| Име                        | Портрет | Дата на раждане | начало        | край         | Брак и деца                                                                      | Забел. |
| -------------------------- | ------- | --------------- | ------------- | ------------ | -------------------------------------------------------------------------------- | --- |
| Валоа-Орлеан (1501 – 1504) |         |                 |               |              |                                                                                  | |
| Луи II Баща на народа      |         | 27 юни 1462     | 1 август 1501 | 31 март 1504 | (1) Жана дьп Валоа няма (2) Анна Бретанска 2 оцелели дъщери (3) Мария Тюдор няма | Син на Шарл Валоа-Орлеански и Мария дьо Клев Наследник на Шарл VIII от Франция (Титулярен крал) (Наследник на правата на Рене I Анжуйски) Луи XII като Крал на Франция |

## Династия Трастамара (Лична унияс Испания: 1504 – 1516)
След решителните победи в битките при Чериньола (април 1503 г.) и Гариляно (декември 1503 г.) арагонските армии на Фернандо II успяват да изтласкат французите от Неапол, който е окончателно превзет през 1504 г. Въпреки това линията на наследяване преди инвазията не е спазена и Фернандо се короняса в ущърб на своя братовчед Фердинанд, херцог на Калабрия, законен носител на сицилианската корона, който е затворен и депортиран в Испания.
| Име                                            | Портрет | Дата на раждане | Управление     | Управление     | Брак и деца                                                     | Забел. |
| Име                                            | Портрет | Дата на раждане | Начало         | Край           | Брак и деца                                                     | Забел. |
| ---------------------------------------------- | ------- | --------------- | -------------- | -------------- | --------------------------------------------------------------- | --- |
| Трастамарана на Арагон и Сицилия (1504 – 1516) |         |                 |                |                |                                                                 | |
| Фернандо II Католика                           |         | 10 март 1452    | 31 март 1504   | 23 януари 1516 | (1) Исабела I Кастилска 1 син, 4 дъщеря (2) Жермен дьо Фоа няма | Внук на Алфонсо I (Син на Хуан II, крал на Арагон и Хуана Енрикес) Фернандо II като Крал на Арагон Узурпира трона на Фердинанд, херцог на Калабрия                                                                         |
| Хуана III Лудата                               |         | 6 ноември 1479  | 23 януари 1516 | 12 април 1555  | Филип I Хабсбург 2 сина и 4 дъщери                              | Дъщеря на Фернандо III Неаполски и Исабела I Кастилска Кралица на Арагон, Кастилия и Леон Царува само номинално, като никога не притежава действителната власт, която е управлявана първо от баща ѝ и после от сина ѝ Карл |

## Хабсбурги (Лична уния с Испания: 1516 – 1647)
След смъртта на Фердинанд III териториите, свързани с Арагонската корона (а след смъртта на дъщеря му Хуана, и тези на Кастилската корона), преминават към Хабсбургите, които предават Кралство Неапол чрез своя испанска линия, започната от Карл V.
| Име                                | Портрет | Дата на раждане  | Управление        | Управление        | Брак и деца | Забел. |
| Име                                | Портрет | Дата на раждане  | Начало            | Край              | Брак и деца | Забел. |
| ---------------------------------- | ------- | ---------------- | ----------------- | ----------------- | --- | --- |
| Испански Хабсбурги (1516 – 1647)   |         |                  |                   |                   | | |
| Карлос IV                          |         | 24 февруари 1500 | 23 януари 1516    | 25 юли 1554       | Исабела Португалска 1 син, 2 дъщери                                                                                                  | Внук на Фернандо II (син на Хуана Кастилска и Филип I Хабсбург) Карл I като Крал на Испания Карл V като Император на Свещената Римска империя |
| Фелипе I Предплазливи              |         | 21 май 1527      | 25 юли 1554       | 13 септември 1598 | (1) Мария-Мануела Португалска 1 син (2) Мария I Тюдор няма (3) Елизабета дьо Валоа 2 оцелели дъщери (4) Анна Австрийска 1 оцелял син | Син на Карлос IV и Изабела д'Авиз (Наследник на испанските владения) Филип II като Крал на Испания                                            |
| Фелипе II Набожни                  |         | 14 април 1578    | 13 септември 1598 | 31 март 1621      | Маргарита Австрийска-Щирия 3 сина и 2 дъщери (оцелели)                                                                               | Син на Фелипе I и Анна фон Хабсбург (близост по кръв) Филип III като Крал на Испания                                                          |
| Фелипе III Велики или Крал Планета |         | 8 април 1605     | 31 март 1621      | 22 октомври 1647  | (1) Елизабета дьо Бурбон 1 оцеляла дъщеря (2) Мариана Австрийска 1 син и 1 дъщеря (оцелели)                                          | Син на Фелипе II и Маргарита Хабсбург (близост по кръв) Филип IV като Крал на Испания                                                         |

## Неаполитанска република (1647 – 1648)
Неаполитанската република, провъзгласена на 22 октомври 1647 г., е краткотрайно политическо образувание, родено в антииспански ключ след потушаването на бунта на Мазаниело. Под ръководството на оръжейника Дженаро Анезе неаполитанците успяват да прогонят испанските войски от града, като провъзгласяват републиката и поверяват нейното ръководство на Анри II, херцог на Гиз с позицията на дож на Неапол. След липсата на подкрепа от Франция и нейния министър-председател кардинал Джулио Мазарини и разногласията между Гиз и организаторите на бунта, републиката се срива на 5 април 1648 г. Дон Хуан Хосе Австрийски влиза в Неапол с войските си, възстановявайки испанското вицекралско правителство.

### Генералисими
| Nº | Портрет | Име (раждане–смърт)         | Управление       | Управление                                       | Забел. |
| Nº | Портрет | Име (раждане–смърт)         | Начало           | Край                                             | Забел. |
| -- | ------- | --------------------------- | ---------------- | ------------------------------------------------ | --- |
| 1  |         | Дженаро Анезе (1604 – 1648) | 22 октомври 1647 | 19 ноември 1647 (заместен от Енрико II ди Гуиза) | Неаполски оръжейник Наследник на водача на народа Мазаниело начело на неаполитанското въстание Основател на Неаполитанската република |

### Дожове
| Име               | Портрет | Дата на раждане | Regno           | Regno        | Брак и деца                                                           | Забел.                                                                           |
| Име               | Портрет | Дата на раждане | Начало          | Край         | Брак и деца                                                           | Забел.                                                                           |
| ----------------- | ------- | --------------- | --------------- | ------------ | --------------------------------------------------------------------- | -------------------------------------------------------------------------------- |
| Гиз (1647 – 1648) |         |                 |                 |              |                                                                       |                                                                                  |
| Анри II           |         | 4 април 1614    | 19 ноември 1647 | 5 април 1648 | (1) Анна Мария Гонзага-Невер няма (2) Онорина дьо Глим дьо Берге няма | Син на Шарл I дьо Гиз и Анриет-Катерин дьо Жоайез Потомък на Рене Валоа-Анжуйски |

## Испански Хабсбурги (Лична уния с Испания, 1648 – 1700)
| Име                                | Портрет | дата на раждане | Управление       | Управление       | Брак и деца                                                                                 | Забел.                                                                                  |
| Име                                | Портрет | дата на раждане | Начало           | край             | Брак и деца                                                                                 | Забел.                                                                                  |
| ---------------------------------- | ------- | --------------- | ---------------- | ---------------- | ------------------------------------------------------------------------------------------- | --------------------------------------------------------------------------------------- |
| Испански Хабсбурги (1648 – 1700)   |         |                 |                  |                  |                                                                                             |                                                                                         |
| Филип III Велики или Краля планета |         | 8 април1605     | 5 април1648      | 17 септември1665 | (1) Елизабета дьо Бурбон 1 оцеляла дъщеря (2) Мариана Австрийска 1 син и 1 дъщеря (оцелели) | Син на Филип II и на Маргарита Хабсбург (близост по кръв) Филип IV като Крал на Испания |
| Карлос V Омагьосания               |         | 6 ноември1661   | 17 септември1665 | 1 ноември 1700   | (1) Мария-Луиза Орлеанска няма (2) Мария-Анна фон Пфалц-Нойбург няма                        | Син на Филип III и Мариана Австрийска (близост по кръв) Карл II като Крал на Испания    |

## Испански Бурбони (Лична уния с Испания, 1700 – 1713)
Карлос II умира бездетен и според завещанието му короната преминава към династията на Бурбоните в лицето на Филип II, херцог на Анжу, втори син на Луи дьо Бурбон, дофин на Франция, на свой ред син на Луи XIV и Мария-Тереза Хабсбургска (сестра на Карлос II), по този начин поставяйки началото на испанския клон на Бурбоните.
| Име                            | Портрет | Дата на раждане  | управление     | управление     | Брак и деца                                                                             | Забел. |
| Име                            | Портрет | Дата на раждане  | начало         | край           | Брак и деца                                                                             | Забел. |
| ------------------------------ | ------- | ---------------- | -------------- | -------------- | --------------------------------------------------------------------------------------- | --- |
| Испански Бурбони (1700 – 1713) |         |                  |                |                |                                                                                         | |
| Филип IV                       |         | 19 декември 1683 | 1 ноември 1700 | 11 януари 1713 | (1) Мария-Луиза Савойска 2 оцелели сина (2) Изабела Фарнезе 2 сина и 3 дъщери (оцелели) | Син на Луи Френски и Мария-Анна Баварска Правнучка на Карл V (внук на Мария-Тереза Испанска) Наследник по завещание на Карл V Филип V като Крал на Испания |

## Австрийски Хабсбурги (1713 – 1734)
Съгласно Договора от Утрехт от 1713 г., който заедно с Договора от Ращат постановява края на Войната за испанското наследство, Отсамно кралство Сицилия преминава към императора на Свещената Римска империя Карл VI.
| Име                                | Портрет | Дата на раждане | Управление     | Управление  | Брак и деца                                                    | Забел. |
| Име                                | Портрет | Дата на раждане | начало         | край        | Брак и деца                                                    | Забел. |
| ---------------------------------- | ------- | --------------- | -------------- | ----------- | -------------------------------------------------------------- | --- |
| Австрийски Хабсбурги (1713 – 1734) |         |                 |                |             |                                                                | |
| Карл VI                            |         | 1 октомври 1685 | 11 януари 1713 | 15 май 1734 | Елизабета Кристина фон Брауншвайг-Волфенбютел 2 оцелели дъщери | Син на Леополд I Хабсбург и Елеонора Магдалена фон Пфалц-Нойбург Внук на Карл V Наследник на Карл Карл V според Салическия закон Карл VI като Император на Свещената Римска империя |

## Бурбони на двете Сицилии (1734 – 1799)
Кралството е завладяно от испанските армии през 1734 г. по време на Войната за полското наследство. Кралство Неапол и Кралство Сицилия са признати за независими и приписани в лична уния на кадетски клон на Испанските Бурбони с Договора от Виена от 1738 г., което води до сицилианско-неаполитанския клон на Бурбоните (по-късно наречен „на двете Сицилии“).
| Име                                    | Портрет | Дата на раждане | Управление      | Управление      | Брак и деца                                                                                  | забел. |
| Име                                    | Портрет | Дата на раждане | начало          | край            | Брак и деца                                                                                  | забел. |
| -------------------------------------- | ------- | --------------- | --------------- | --------------- | -------------------------------------------------------------------------------------------- | --- |
| Бурбони на двете Сицилии (1734 – 1799) |         |                 |                 |                 |                                                                                              | |
| Карл (VII)                             |         | 20 януари 1716  | 15 май 1734     | 6 октомври 1759 | Мария Амалия Саксонска 5 сина e 2 дъщери (оцелели)                                           | Син на Филип IV и Изабела Фарнезе (близост по кръв) Правнук на Карл VI Оставя Неаполското кралство и Сицилианското кралство на сина си, за да стане Крал на Испания с името Карл III |
| Фединанд IV                            |         | 12 януари 1751  | 6 октомври 1759 | 23 януари 1799  | (1) Мария-Каролина Австрийска оцелели 2 сина и 5 дъщери (2) Лучия Милячо (морганатичен) няма | Син на Карл и МарияАмалия (определен за наследник на Неапол и Сицилия) |

## Неаполитанска република (1799)
В началото на Първата италианска кампания през 1798 г. френските републикански войски навлизат в Южна Италия, побеждават армията на Бурбоните в битката при Чивита Кастелана и напредват лесно до Неапол. Фердинанд IV и семейството му бързо бягат в Сицилия и на 23 януари 1799 г. Неаполитанската република (известна и като Партенопейска република) е провъзгласена в профренски и якобински стил. Новородената република оцелява по-малко от пет месеца, падайки след отстъплението на французите от Неапол и партизанската война, водена от санфедистката армия на кардинал Фабрицио Руфо. На 13 юни 1799 г. Фердинанд IV е възстановен на неаполския престол след жестоки и кървави репресии срещу онези, които са били част от републиканското правителство.

### Диктатори
| Nº | Портрет | Име (рождение–смърт)              | Мандат           | Мандат           | Полит. партия | Заб.   |
| -- | --- | --------------------------------- | ---------------- | ---------------- | ------------- | ------ |
| 1  | | Жан Етиен Шампионе (1762 – 1800)  | 23 януари 1799   | 24 февруари 1799 | Военен        |        |
| 1  | Натоварен със защитата на Римската република, но въпреки указанията на Френската директория завладява и Неапол и създава Партенопейската република. След кратка диктатура е свален и хвърлен в затвора от самата Франция | Жан Етиен Шампионе (1762 – 1800)  |                  |                  |               |        |
| 2  | | Етиен Жак Макдоналд (1765 – 1840) | 24 февруари 1799 | 3 юни 1799       | Военен        | [ 28 ] |
| 2  | След свалянето на Шампионе управлява Неапол за няколко месеца, след което прехвърля силите си в Северна Италия. След това Неапол е превзет отново от лоялните на Бурбоните, водени от кардинал Фабрицио Руфо.            | Етиен Жак Макдоналд (1765 – 1840) |                  |                  |               | [ 28 ] |

## Бурбони на двете Сицилии (1799 – 1806)
| Име                                    | Портрет | Дата на раждане | Управление  | Управление   | Брак и деца                                                                                  | Забел.                                                                                  |
| Име                                    | Портрет | Дата на раждане | начало      | край         | Брак и деца                                                                                  | Забел.                                                                                  |
| -------------------------------------- | ------- | --------------- | ----------- | ------------ | -------------------------------------------------------------------------------------------- | --------------------------------------------------------------------------------------- |
| Бурбони на двете Сицилии (1799 – 1806) |         |                 |             |              |                                                                                              |                                                                                         |
| Фердинанд IV                           |         | 12 януари 1751  | 13 юни 1799 | 30 март 1806 | Мария-Каролина Австрийска (1) 2 сина и 5 оцелели дъщери (2) Лучия Милячо (морганатичен) няма | Син на Карлос III e Мария-Амалия Саксонска (Определен за наследник на Неапол и Сицилия) |

## Бонапарт (Клиентска държава на Френската империя, 1806 – 1808)
Между края на 18 и началото на 19 век суверените на Неапол участват активно в различните антифренски коалиции и имат няколко политически и преди всичко военни сблъсъци с трансалпийците. След победата при Аустерлиц на 2 декември 1805 г. Наполеон Бонапарт насърчава окончателната окупация на неаполитанската област, успешно водена от Лоран дьо Гувион-Сен Сир и Жан Рение, и следователно обявява династията на Бурбоните за отпаднала, назначавайки своя брат Жозеф за нов крал на Неапол. Трябва да се отбележи, че през този период крал Фердинанд продължава де факто да управлява Сицилия и губи само Неаполитанското кралство. По време на прехода от управлението на Фердинанд IV към управлението на Бонапарт маркиз Микеланджело Чанчули е регент на Двете Сицилии.
| Име                    | Портрет | Дата на раждане | Управление   | Управление | Брак и деца         | Забел.                                                                                                |
| Име                    | Портрет | Дата на раждане | Начало       | Край       | Брак и деца         | Забел.                                                                                                |
| ---------------------- | ------- | --------------- | ------------ | ---------- | ------------------- | --- |
| Бонапарт (1806 – 1808) |         |                 |              |            |                     | |
| Жозеф Бонапарт         |         | 7 януари 1768   | 30 март 1806 | 8 юли 1808 | Жули Клари 3 дъщери | Син на Карл Мария Бонапарт и Мария Летиция Рамолино Назначен за крал от френския император Наполеон I |

## Мюра (Клиентска държава на Френската империя, 1808 – 1815)
През 1808 г. император Наполеон предпочита да повери на своя брат Жозеф трона на Испания, за негов наследник той избира съпруга на сестра си Каролина, маршала на Франция и дългогодишен боен другар Жоашен Мюра, който получава името „Жоашен Наполеон“. Наполеон дава на своя зет чисто формалната титла крал на двете Сицилии, за да претендира и за суверенитет над остров Сицилия. Всъщност домейнът на Мурат е ограничен до континенталната част на Южна Италия и никога не включва острова, който остава под властта на Фердинанд IV Неаполитански (Фердинанд III Сицилиански).
| Име                | Портрет | Дата на раждане | Управление    | Управление  | Брак и деца                        | Забел.                                                                                              |
| Име                | Портрет | Дата на раждане | Начало        | край        | Брак и деца                        | Забел.                                                                                              |
| ------------------ | ------- | --------------- | ------------- | ----------- | ---------------------------------- | --------------------------------------------------------------------------------------------------- |
| Мюра (1808 – 1815) |         |                 |               |             |                                    | |
| Жоашен Мюра        |         | 25 март 1767    | 1 август 1808 | 22 май 1815 | Каролина Бонапарт 2 сина, 2 дъщери | Роден в скромно семейство Девер на Жозеф Бонапарт Назначен за крал от френския император Наполеон I |

## Бурбони на Двете Сицилии (1815 – 1816)
След падането на Наполеон идва периодът на Реставрацията, в който много семейства, детронирани от последиците от Френската революция и Наполеоновите войни, се завръщат на трона. Сред тях Кралство Неапол също е върнато на Бурбоните, което през 1816 г. е обединено с Кралство Сицилия от крал Фердинанд IV Неаполитански (Фердинанд III Сицилиански), който избира да се нарича Фердинанд I на Двете Сицилии.
| Бурбони на двете Сицилии (1815 – 1816) |  |                |             |                  |                                                                                                | |                                |                                |                               |                               |                               |                               |                               |                               |
| Фердинанд IV                           |  | 12 януари 1751 | 22 май 1815 | 12 декември 1816 | (1) Мария Каролина Австрийска 2 сина и 5 дъщери (оцелели) (2) Лучия Милячо (морганатичен) няма | Син на Карл i Мария Амалия (Наследник, посочен за Неапол и Сицилия) Върнат на трона от Виенския конгрес | следващи Договора от Казаланца | следващи Договора от Казаланца | Вж. Суверени на двете Сицилии | Вж. Суверени на двете Сицилии | Вж. Суверени на двете Сицилии | Вж. Суверени на двете Сицилии | Вж. Суверени на двете Сицилии | Вж. Суверени на двете Сицилии |